# Nuncq-Hautecôte
Nuncq-Hautecôte és un municipi francès situat al departament del Pas de Calais i a la regió dels Alts de França. L'any 2007 tenia 386 habitants.

## Demografia

### Població
El 2007 la població de fet de Nuncq-Hautecôte era de 386 persones. Hi havia 143 famílies de les quals 32 eren unipersonals (24 homes vivint sols i 8 dones vivint soles), 42 parelles sense fills, 53 parelles amb fills i 16 famílies monoparentals amb fills.
La població ha evolucionat segons el següent gràfic:
Habitants censats

### Habitatges
El 2007 hi havia 152 habitatges, 140 eren l'habitatge principal de la família, 9 eren segones residències i 3 estaven desocupats. Tots els 152 habitatges eren cases. Dels 140 habitatges principals, 118 estaven ocupats pels seus propietaris i 21 estaven llogats i ocupats pels llogaters; 1 tenia dues cambres, 10 en tenien tres, 22 en tenien quatre i 106 en tenien cinc o més. 119 habitatges disposaven pel capbaix d'una plaça de pàrquing. A 63 habitatges hi havia un automòbil i a 63 n'hi havia dos o més.

### Piràmide de població
La piràmide de població per edats i sexe el 2009 era:
| Homes | Edats   | Dones |
| ----- | ------- | ----- |
| 0     | 95 o +  | 0     |
| 0     | 90 a 94 | 0     |
| 4     | 85 a 89 | 16    |
| 0     | 80 a 84 | 0     |
| 8     | 75 a 79 | 12    |
| 20    | 70 a 74 | 12    |
| 4     | 65 a 69 | 4     |
| 4     | 60 a 64 | 12    |
| 8     | 55 a 59 | 4     |
| 12    | 50 a 54 | 8     |
| 28    | 45 a 49 | 8     |
| 16    | 40 a 44 | 12    |
| 28    | 35 a 39 | 24    |
| 4     | 30 a 34 | 8     |
| 0     | 25 a 29 | 4     |
| 4     | 20 a 24 | 16    |
| 12    | 15 a 19 | 24    |
| 24    | 10 a 14 | 8     |
| 20    | 5 a 9   | 20    |
| 4     | 0 a 4   | 4     |

## Economia
El 2007 la població en edat de treballar era de 253 persones, 167 eren actives i 86 eren inactives. De les 167 persones actives 142 estaven ocupades (82 homes i 60 dones) i 24 estaven aturades (14 homes i 10 dones). De les 86 persones inactives 16 estaven jubilades, 31 estaven estudiant i 39 estaven classificades com a «altres inactius».

### Ingressos
El 2009 a Nuncq-Hautecôte hi havia 142 unitats fiscals que integraven 385 persones, la mediana anual d'ingressos fiscals per persona era de 15.941 €.

### Activitats econòmiques
Dels 12 establiments que hi havia el 2007, 1 era d'una empresa extractiva, 1 d'una empresa alimentària, 1 d'una empresa de fabricació d'altres productes industrials, 3 d'empreses de construcció, 1 d'una empresa de comerç i reparació d'automòbils, 1 d'una empresa de transport, 3 d'empreses de serveis i 1 d'una empresa classificada com a «altres activitats de serveis».
L'únic servei als particulars que hi havia el 2009 era una fusteria.
L'any 2000 a Nuncq-Hautecôte hi havia 16 explotacions agrícoles.

## Equipaments sanitaris i escolars
El 2009 hi havia una escola elemental integrada dins d'un grup escolar amb les comunes properes formant una escola dispersa.

## Poblacions més properes
El següent diagrama mostra les poblacions més properes.